# Lovebugs
Lovebugs és un grup de britpop suís de Basilea. El van crear el 1992 Adrian Sieber, Sebastian "Baschi" Hausmann i el bateria Julie. Són una de les bandes amb més èxit de Suïssa, amb tres números u al país.
Entre els èxits que han conreat hi ha "Angel Heart" ("Cor d'Àngel"), "Music Makes My World Go Round" ("La música fa donar voltes al meu món"), "Flavour of the Day" ("Sabor del dia"), "Everybody Knows I Love You" ("Tothom sap que t'estimo") i "Avalon". Els Lovebugs van representar Suïssa al Concurs de la Cançó Eurovisió del 2009 a Moscou amb la cançó "The Highest Heights" ("Les altures més altes"). Van prendre part a la primera semifinal però no van aconseguir classificar-se per la final.

## Membres
- Adrian Sieber: veu i guitarra
- Thomas Rechberger: veu i guitarra
- Stefan Wagner: veu, piano i sintetitzador
- Florian Senn: baix
- Simon Ramseier: bateria

## Discografia

### Àlbums
- 1994: Fluff
- 1995: Tart
- 1996: Lovebugs [CH-#44)]
- 1997: Lovebugs (remix album)
- 1999: Live via satellite - the radio X-Session
- 2000: Transatlantic Flight [CH-#3]
- 2001: Awaydays [CH-#1]
- 2003: 13 Songs With A View [CH-#7]
- 2005: Naked (Unplugged) [CH-#1]
- 2006: In Every Waking Moment [CH-#1]
- 2009: The Highest Heights [CH-#2]

### Senzills
- 1994: Take Me As I Am
- 1995: Slumber
- 1996: Starving
- 1996: Fantastic
- 1996: Marilyn
- 1996: Whirpool
- 1996: Fingers And Thumbs
- 1998: Angel Heart [CH-#32]
- 1999: Under My Skin [CH-#17]
- 2000: Bitter Moon [CH-#42]
- 2000: Wall Of Sound
- 2001: Music Makes My World Go Round [CH-#16]
- 2001: Coffee And Cigarettes [CH-#46]
- 2002: Flavour Of The Day [CH-#28]
- 2003: A Love Like Tides [CH-#63]
- 2003: '72
- 2005: Everybody Knows I Love You (unplugged)
- 2005: When I See You Smile (unplugged)
- 2005: A Love Like Tides (unplugged)
- 2006: The Key [CH-#17]
- 2006: Avalon (featuring Lene Marlin) [CH-#10], [NO-#13]
- 2006: Listen To The Silence
- 2006: Back To Life
- 2009: 21st Century Man [CH-#55]
- 2009: The Highest Heights [CH-#74]